# Дмитро Великанович
Дмитро Великанович  (21 вересня 1884 або 1886 — 25 грудня 1944[джерело?]Казахстан (в інших джерелах 7 квітня 1945 с-ще Каргала Оренбурзької обл., Росія) — український громадсько-політичний діяч в Галичині, організатор українського вчительства, зачинатель Громадського комітету Рятунку України, посол Сейму Польщі (1928—1939 роки). В 1940 році репресований більшовиками, вивезений до Казахстану.

## Життєпис
Народився 21 вересня 1884 року в с. Різдвяни; за іншими даними — 1886 року.
Український громадський діяч з Галичини, вів тут активну громадську діяльність в 1920-30-х роках. За фахом учитель, займався розвитком української вчительської справи.
Був зачинателем Взаємної Помочі Українського Учительства. Вчителював у різних куточках Галичини (відомо про учителювання в Теребовлі та Турці).
Будучи обраним послом до Польського Сейму (з 1928 по 1939 роки), стає активним членом Української Парляментарної Репрезентації та учасником Українського громадського комітету рятунку України.
З приходом більшовиків (у 1939 році), на собі відчув всі «переваги» більшовицького ладу. Його та родину арештовано, пізніше репресовано й вивезено до Казахстану. Про казахські митарства Великановича майже нічого не відомо. Дійшла з минувшини картка репресованого, з якої відомо, що: Акмолинський облсуд 7 квітня 1945 року, висунув обвинувачення 58-10, згідно статті 58-11 УК РСФСР, за яким Дмитрові Великановичу було присуджену вищу міру обвинувачення (себто розстріл).
Про дату й місце смерті Дмитра Великановича невідомо було довго. Розстріляний 25 грудня 1944 року. Реабілітований 16 липня 1998 року генпрокуратурою республіки Казахстан.
Дмитра Великановича радянська історіографія замовчувала та намагалася знищити всі згадки про нього, але змушена була таки впімнутися про нього — його син син Юрій став уособленням активної громадянської позиції та інтернаціоналізму західноукраїнських комуністів (членів КПЗУ), які брали участь у військових діях в Іспанії, за час громадянської війни в Іспанії.